# Public Enemy - samhällets fiende nr 1
Public Enemy - samhällets fiende nr 1 (originaltitel: The Public Enemy) är en amerikansk gangsterfilm från 1931 i regi av William A. Wellman. i Sverige blev filmen helcensurerad och hade inte biopremiär förrän 46 år senare, 14 oktober 1977.

## Handling
Tom Powers (James Cagney) och Matt Doyle (Edward Woods) växer upp ihop och klättrar i sina brottsliga karriärer sida vid sida.

## Medverkande
| James Cagney           | – Tom Powers   |
| Jean Harlow            | – Gwen Allen   |
| Edward Woods           | – Matt Doyle   |
| Joan Blondell          | – Mamie        |
| Donald Cook            | – Mike Powers  |
| Leslie Fenton          | – Nails Nathan |
| Beryl Mercer           | – Ma Powers    |
| Robert Emmett O'Connor | – Paddy Ryan   |
| Murray Kinnell         | – Putty Nose   |